# マルチバース (TRPG)
『マルチバース』は、トロイ・クリステンセン（Troy Christensen）によってデザインされた汎用SF・RPG（テーブルトークRPG）。
日本語版は1991年3月に大日本絵画から出版された。翻訳・監修は石谷謙太郎。
特定の背景世界を持たない、多元宇宙を舞台にした冒険を汎用的に取り扱うことのできるSF・RPGである。
多数の特性値および属性値、多数の特徴（バイオ＝オプション）によって幅広いキャラクターを再現するシステムは、汎用RPGである『ガープス』に近い部分がある。
振り足しによって上方／下方無限ロールとなるオープンエンド・ロール、キャラクター次第で桁違いになりうる特性値を、破綻なく判定値として取り扱うことのできるFDPシステムなど、特徴的なシステムを持っている。

## 世界設定
汎用システムであるため、特定の世界設定は存在しない。

## システム

### オープンエンド・ロール
『マルチバース』におけるダイスロールは1D100を使用する。
- 最初の1D100の出目が96～00であった場合、もう一度1D100を振ってその値を足す。
- 最初の1D100の出目が01～05であった場合、もう一度1D100を振ってその値を引く。

どちらの場合でも、二度目以降の1D100の出目が96～00である限り、さらに振り足しを続ける（出目が01～05は通常の出目となり、特別な処理はない）。最終的に足す／引く数値は、無限に大きくなる可能性がある。
行為判定では基本的にすべて上方／下方オープンエンド・ロールを適用する。
一部のダイスロールでは、どちらかのみを適用する場合もある。例えば、ダメージの決定では上方オープンエンド・ロールのみを適用する。

### FDPシステム
浮動小数点（Floating Decimal Point：FDP）システム。
「FDP・L1」と指示されていれば、基準値の小数点を左（Left）に1つ移動させた値が得られる（0.1倍となる）。
「FDP±0」と指示されていれば、基準値そのままの値が得られる（1倍となる）。
「FDP・R1」と指示されていれば、基準値の小数点を右（Right）に1つ移動させた値が得られる（10倍となる）。
スキルによって判定を行なう場合、「そのスキルを修得しているか」「時間は十分にあるか」によって、FDP・L1～R2の指示を受けることになる。
最終的な値は、小数点第一位で四捨五入される。例えば、「基準値3.75」「FDP・R1」であれば、最終的な値は38であり、行為判定では1D100で38以下を出さなければならない。

## キャラクター
『マルチバース』のキャラクターは、力の強いもの／弱いもの、視覚の鋭いもの／持たないもの、腕が多数あるもの、テレパシーを持つもの等々を幅広く表現することで、多元宇宙に存在するあらゆる生命体を再現しようとしている。
そのため、ひとりのキャラクターは多数の項目から構成されることになる。

### 特性値
特性値とは、キャラクターの基本的な能力を表す数値である。スキルを修得すると、そのスキルの関連特性値が成功率計算の基準値となる。0.00～9.99（あるいはそれ以上）の数値で表される。
- サイズ - 全体的な大きさを表す。
- 筋力 - 肉体的な力強さを表す。
- 耐久力 - 身体の頑健さを表す。
- 器用さ - 道具を扱うときの器用さを表す。ほとんどの武器の扱いの基準値になる。
- 感性 - カリスマ性や道徳性を表す。交渉術の基準値になる。
- 意志力 - 超能力の大きさを表す。
- 記憶力 - 知力と魔力の大きさを表す。学術の基準値になる。
- 素早さ - 素早さや軽快さを表す。ヴィークル操縦の基準値になる。
- 知覚 - 感覚の鋭敏さを表す。探索や忍び歩きの基準値になる。

### 属性値
属性値とは、行動の成功率の基準値にはならないものの（基準に値なるのは特性値である）、キャラクターの基本的な能力を表す数値である。
属性値にはそれぞれひとつの「関連特性値」が設定されている。
例えば接近戦ボーナスは筋力が関連特性値となっている。しかし、筋力がいかに高い数値でも、接近戦ボーナスは自動的に高い数値にはならない（初期値は0）。接近戦ボーナスのために筋力を消費することで、規定の点数だけ接近戦ボーナスが増加することになる。
このため「筋力は高いが接近戦ボーナスは低い」というキャラクターも、「筋力は低いが接近戦ボーナスは高い」というキャラクターも存在することになる。
- 身長 - サイズに関連している。初期値は0。数値分の身長（フィート）を得ることができる。
- 体重 - サイズに関連している。身長によって一定の初期値を得られる。
- SZM - サイズに関連している。身長から自動的に決定され、キャラクターの装備品の大きさが変化する。この属性値は直接増加させることはできない。
- 接近戦ボーナス - 筋力に関連している。接近戦のダメージが数値分増加する。
- 起重／運搬 - 筋力に関連している。体重によって一定の初期値を得られる。
- 受け - 筋力に関連している。受け判定に成功すると、受けるダメージが数値分減少する。
- ショック - 耐久力に関連している。ダメージによってショック以上のヒットポイントを失うと、気絶する可能性がある。
- 回復力 - 耐久力に関連している。1日に回復できるヒットポイントを表す。
- ヒットポイント - 耐久力に関連している。耐久力などから自動的に算出される。
- 回避 - 器用さに関連している。回避判定に成功すると、受けるダメージが数値分減少する。
- 射撃戦ボーナス - 器用さに関連している。射撃戦のダメージが数値分増加する。
- 反応A - 感性に関連している。自分と同種族の異性に対する印象のよさを表す。
- 反応B - 感性に関連している。自分の同種族の同性に対する印象のよさを表す。
- 反応C - 感性に関連している。自分とは別の種族に対する印象のよさを表す。
- 超能力値 - 意志力に関連している。超能力を使うとこのポイントを消費する。
- 根性 - 意志力に関連している。超能力などによるダメージが自動的に数値分減少する。
- 魔力 - 記憶力に関連している。魔法を使うとこのポイントを消費する。
- 精神戦ボーナス - 記憶力に関連している。超能力などによるダメージが数値分増加する。
- 移動力 - 素早さに関連している。サイズなどから自動的に算出される。
- 行動力 - 素早さに関連している。意志力などから自動的に算出される。
- 身のこなし - 素早さに関連している。キャラクターへの攻撃が命中しにくくなる。
- 視覚 - 知覚に関連している。初期値は0。100あれば人間並みの視覚となる。
- 聴覚 - 知覚に関連している。初期値は0。100あれば人間並みの聴覚となる。
- 嗅覚 - 知覚に関連している。初期値は0。100あれば人間並みの嗅覚となる。

### バイオ＝オプション
バイオ＝オプションとは、キャラクターが持っている肉体的・精神的な特殊能力である。「付属器官：翼」「放射能力：電気の力」など、136種類が紹介されている。

## ホームワールドタイプ
ホームワールドタイプとは、『マルチバース』に登場するさまざまな星のタイプの総称である。多くの場合は、各キャラクターの生まれ育った惑星のことをあらわす。
キャラクター作成の手順として、キャラクター自体のデータよりも先にホームワールドタイプを作成しなければならない。「バルタン星人をデザインするには、先にバルタン星をデザインしなければならない」ということである。
各項目はすべてランダムに決定することができる。キャラクターはホームワールドタイプに由来して、5つのバイオ＝オプションを獲得することができる。

### 惑星タイプ
ホームワールドタイプの基本になるのが惑星タイプである。
「アイスボール」であれば永遠の氷河期を迎えているような惑星であり、
「グリーンハウス」であれば二酸化炭素の層によって温暖化したジャングルという惑星であり、
「アシッド」であれば基本的な人間には呼吸不可能な濃い大気に、雲と暴風に覆われた硫酸の海という惑星である。
惑星タイプによって「温度タイプ」「大気タイプ」「気圧タイプ」が決定される。

### 重力
重力はランダムに決定されるが、惑星タイプによって大きく修正を受ける。水星のような惑星は重力が小さくなり、木星のような惑星は重力が大きくなる。
「キャラクターの生まれ育ったホームワールドタイプ」とはかけ離れた重力の惑星で活動する場合には、大きなペナルティがつくことになる。

### 技術レベル
多元宇宙にあるすべての惑星で、技術レベル（TL）が同じ程度ということはありえない。
その惑星の技術レベルは「輸送TL」「通信TL」「軍事TL」「魔法／超能力TL」の4種類に分類され、それぞれ0～100の数値で表される。
以下にいくつか例を示す。
- 輸送TL
  - TL10 - 粗末ないかだ・普通の小道
  - TL65 - スペースシャトル・宇宙ステーション
  - TL85 - 超高速宇宙船（ワープなど）

- 通信TL
  - TL5 - うなり声・大まかな身振り手振り
  - TL45 - ラジオ・電話
  - TL70 - 恒星間通信

- 軍事TL
  - TL25 - ポールアーム・クロスボウ・チェインメイル
  - TL50 - 短機関銃・爆撃機・化学兵器
  - TL80 - 超小型核爆弾・宇宙巡洋艦・バトルアーマー

- 魔法／超能力TL
  - TL20 - 組織的宗教・神殿・生贄
  - TL65 - 魔法の軍隊・魔術師の集団
  - TL85 - 神とのコンタクト

### 政治形態
惑星の政治形態を決定する。キャラクターのロールプレイの手がかりとなる。